# Philip Zangerl
Philip Zangerl (* 14. Juli 1984 in Schwaz) ist ein ehemaliger österreichischer Handballspieler.

## Karriere
Der gebürtige Schwazer begann seine aktive Profi-Karriere 2004 bei ULZ Schwaz. Davor war er bereits für denselben Verein in diversen Jugendligen aktiv.
Bereits 2004 stieg Zangerl mit dem ULZ Schwaz in die Handball Liga Austria auf. 2011 konnte er mit den Tirolern den ÖHB-Cup gewinnen und dadurch in der Saison 2011/12 mit dem ULZ Schwaz am Europapokal der Pokalsieger (Handball) teilnehmen, dabei machte er seinen ersten Auftritt bei einem internationalen Bewerb. Seit der Kooperation des ULZ Schwaz mit HIT Innsbruck läuft er für die gemeinsame HLA-Mannschaft Handball Tirol auf. Nach der Saison 2014/15 beendete der Rückraumspieler seine Karriere.

## Erfolge
- 1× Österreichischer Pokalsieger (mit dem ULZ Schwaz)